# Паломництво в чарівництво
«Паломництво в чарівництво» (англ. Enchanted Pilgrimage) — науково-фантастичний роман з елементами фентезі Кліффорда Сімака, вперше опублікований 1975 року.
У романі продовжується тема про «маленький народ», який вперше згадується в «Резервації гоблінів».

## Світ
У світі, дуже схожому на Землю, багато століть тому сталася катастрофа, яка розколола культуру на три частини.
Перша цивілізація є притулком всіх сортів магії. У цьому світі, окрім людей, мешкає «маленький народ» — гобліни, ельфи, феї, єдинороги. Крім того, тут можна зустріти людожерів, відьом, гарпій, церберів та інших чудовиськ. Величезний вплив має католицька церква, діє інквізиція. Механізми існують, але примітивні.
Другий світ пішов шляхом розвитку науки і технологій. Магія тут невідома.
Третій світ розвиває громадські інститути та гуманістичну концепцію, втрачені у перших двох світах.
Усі три світи існують паралельно, мають спільний ландшафт, час у них протікає синхронно. Згадується точна дата 17 жовтня 1975 року.

## Зміст
Молодий науковець Марк Корнуел, який вивчив мову древніх, знаходить у бібліотеці стародавній рукопис із записами мандрівки в таємничі Дикі землі.
Переслідуваний інквізицією та бандитами, він втікає з міста.
Щоб виконати прохання друга, він вирушає у Дикі землі у супроводі різношерстої компанії.
Він пройде через численні небезпеки, битви, знайде своє кохання і мету в житті. Усі пригоди відбуваються у магічному (першому) світі.

## Персонажі

### Люди
- Марк Корнуелл — студент, а потім науковець Вайлусінгського університету. Знайшов у стародавньому фоліанті рукопис мандрівника про Стародавній народ у Диких землях. Знахідка стала причиною подальших пригод.
- Освальд — католицький чернець, що доніс на Марка інквізиції.
- Лоуренс Беккет – найманець інквізиції, командир загону головорізів та вбивць.
- Самітник — святий старець, що живе в печері неподалік Болота. Веде аскетичний спосіб життя. Займається лікуванням мешканців боліт, пагорбів та печер.
- Мері — сирота, служниця у готелі. Приєдналася до загону Марка, втікаючи від загону Беккета. Виявилася дочкою відомого у Диких землях подружжя з гуманітарного (третього) світу. Кохана Марка.
- Єпископ — воєначальник, який живе в Башті на кордоні з Дикими землями. Йому Джиб передав книгу Самітника, що містить рецепти ліків від багатьох хвороб. Забезпечив загін Марка кіньми та припасами.
- Олександр Джоунс — вчений з технологічного (другого) світу. Відкрив спосіб переміщення між світами. Користується мотоциклом, вантажівкою, гвинтівкою та фотокамерою. Є певною мірою, колегою Марка, оскільки у першому світі збирає матеріали про магію: рукописи, артефакти, робить фотознімки.

### Маленький народ
- Олівер — гоблін з крокв, крихітна істота, яка живе в бібліотеці університету Вайлусінга. Попередив Марка про небезпеку з боку Інквізиції. Разом із ним вирушив у подорож.
- Джиб — живе на Болоті, на плоті. Як і всі болотники, невеликого зросту, тіло та обличчя вкрите чорною шерстю. Вирушив у подорож з Марком, виконуючи волю померлого в нього на руках Самітника.
- Містер і місіс Став — літнє подружжя болотників, живуть на плоті. Згадуються їхні діти Дейв та Аліса. Прихистили пораненого Марка.
- Снівлі — гном. Його клан виготовив сокиру для Джиба та меч для Марка з особливої високоякісної руди. Вирушив у подорож із Марком.
- Хол — мешканець Лісу, друг Джиба. Живе в дуплі дерева разом із ручним Єнотом. Мисливець, слідопит, вправний лучник. Він і Єнот приєдналися до загону Марка на прохання Джиба.

### Жителі Диких земель
- Пліткар — більше нагадує високого ельфа, ніж людину. Іноді виконує обов'язки вісника, любить пригоститись «на халяву». Одягнений у порваний брудний балахон. Його завжди супроводжує кульгавий білий песик, а на плечі сидить облізлий ворон. Грає на скрипці.
- Бромлі – троль. Живе під мостом. Приятель дитинства Мері.
- Скрипкові пальці — домовик. Приятель дитинства Мері.
- Відьма — виглядає як стара, живе у Відьминому домі. У цьому будинку Мері провела дитинство із батьками.
- Людожер — істота, що нагадує величезну жабу. Паща усіяна гострими зубами, очі як блюдця. Живе в норі під землею, поряд із будинком Відьми. Якщо не спить, то п'є чай із Відьмою та розповідає смішні історії. Дуже культурна та грамотна мова. За весь час оповіді нікого не з'їв.

### Древній народ
- Заламаний Ведмідь – мисливець, розвідник. Схоже, Стародавні геть деградували до печерного віку. Одягнений у шкури, озброєний списом.
- Старійшина – одноокий, однорукий, кульгавий. Був убитий Заламаним Ведмедем.

### Іншопланетяни
- Звір Хаосу — на момент прибуття загону Марка вже помер. Люди, які прислуговували Звіру, розповідали, що той «упав з неба». Звір викликав у своїх прислужниках незворотні мутації, щоб ті не змогли його покинути. Породив робота Бляшанку.
- Бляшанка — робот. Його голова — куля зі смуг металу, циліндричне тіло на трьох ногах, безліч щупалець. Щупальці, коли не використовуються, втягнуті всередину тіла. Він не має поняття "перед" і "зад", може рухатися в будь-якому напрямку. Чує все, що йому кажуть, але не говорить. Спілкується жестами. Приєднався до загону Марка.
- Сторож — людиноподібна істота у всьому чорному, нагадує привид. Чорний капюшон закриває голову та обличчя. Спроба подивитися йому в обличчя ні до чого не приводить, воно приховано у матовій темряві. Лише зрідка в цій темряві можна побачити блиск очей. Є зберігачем скарбів Університету. Себе називає "філософський інженер". Стверджує, що народився на віддаленій планеті у центрі Галактики. Розповів Марку та іншим про розходження трьох світів. Умовив Марка і Джоунза розпочати злиття світів. Пообіцяв Мері, що її батьки також приєднаються до цього завдання.